# Mária Lebstück

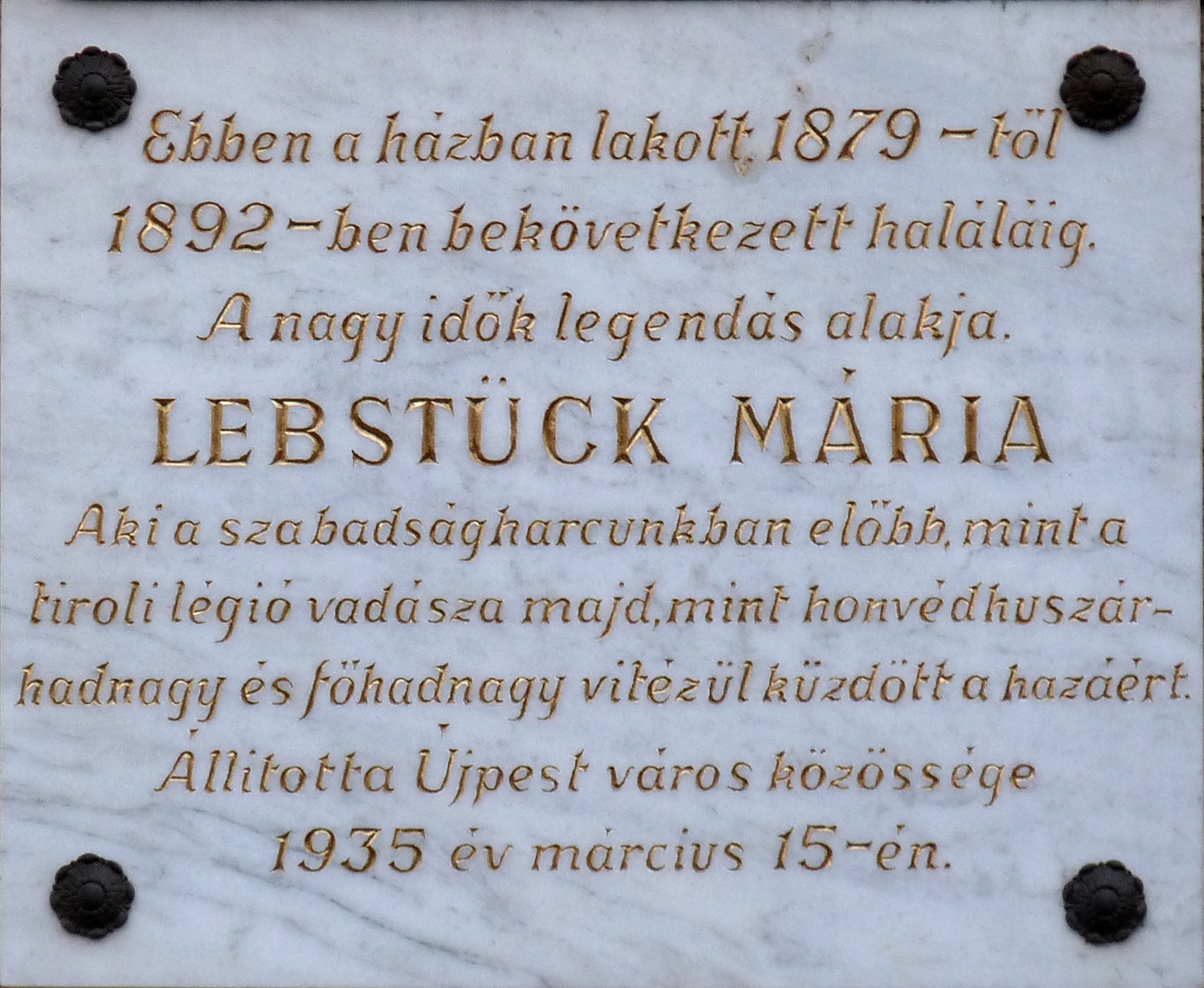
Placa conmemorativa de Mária Lebstück en el IV Distrito de Budapest, Calle Csokonai n.º 4.

Mária Lebstück (15 de agosto de 1831 – 30 de mayo de 1892), fue una oficial de los húsares durante la revolución húngara de independencia de 1848 y 1849 bajo el nombre de Károly Lebstück. Fue la primera mujer en ser una oficial Húsar.

## Vida
Nació en una familia rica de comerciantes croatas en Zagreb, y se mudó a Viena a la edad de 13 años para vivir con su tío materno. En noviembre de 1848, la revolución estalló en Viena, y la joven de diecisiete años se vistió de hombre y se alistó en el regimiento de la universidad. Sirvió en batalla durante la revolución de octubre en Viena y después en la revolución húngara. Fue herida en combate, distinguida por ello y promovida al rango de oficial.
En julio de 1849, se casó. Fue descubierta, capturada mientras estaba en Budapest y encarcelada. Su marido murió en prisión, donde ella dio a luz un hijo. Fue liberada y desterrada a Hungría, mudándose a Croacia. En 1853, regresó a Hungría y se casó con Gyula Pasche en 1851. Vivieron en Komárom hasta su muerte en 1870. En 1880, se mudó a Újpest con su hijo, donde falleció.

## Legado
El 15 de marzo de 1935, una placa conmemorativa fue colocada en la que había sido su casa en el n.º 4 en Ujpest Csokonai. En 1942, su acción fue dramatizada en una opereta por Jenő Huszka y László Szilágyi.